# Greenock Dockyard Company
Greenock Dockyard Company fu una società di costruzioni e riparazioni navali scozzese situata a Greenock, sul fiume Clyde.

## Storia
La società fu fondata da J. E. Scott, di Greenock, con l'acquisizione del cantiere di Cartsdyke nel 1879, precedente
mente appartenuto a Russell and Company, che divenne poi Lithgows. Il cantiere era già diventato famoso quando nel 1900 fu unito alla Grangemouth Dockyard Co. Ltd. per creare la Grangemouth and Greenock Dockyard. La compagnia operò sotto questo nome per otto anni. Il cantiere di Greenock fu poi venduto nel 1918 agli operatori della Clan Line e nel 1920 divenne una società per azioni col nome di Greenock Dockyard Co. Ltd.
Nel 1935 Greenock Dockyard scambiò il proprio cantiere con quello della vicina Scotts Shipbuilding and Engineering Company. Greenock Dockyard Company costruì un grande numero di navi mercantili prima e dopo le due guerre. Nel 1966 la società fu presa in gestione dalla Scotts e divenne poi parte di Scott Lithgow nel 1967. Il cantiere di Cartsdyke smise poi la costruzione di navi e fu chiuso nel 1979.